# Jean Lesieur
Jean Lesieur foi um velejador francês, campeão olímpico. Ele competiu nos Jogos Olímpicos de Verão de 1932 na classe 8 Metre e conquistou a medalha de ouro na disputa a bordo do l'Aile VI com Donatien Bouché, André Derrien, Virginie Hériot, André Lesauvage e Carl de la Sablière.